# 大施韦因巴特
大施韦因巴特是奥地利下奥地利州根瑟恩多夫县的一个市镇。总面积24.92平方公里，总人口1311人，人口密度52.6人/平方公里（2005年）。